# Arawacus meliboeus
Arawacus meliboeus is een vlinder uit de familie van de Lycaenidae. De wetenschappelijke naam van de soort werd als Hesperia meliboeus in 1793 gepubliceerd door Johann Christian Fabricius.

## Synoniemen
- Iolaus eurisides Hübner, 1821 ["Jölaus"]